# Exocarya
Exocarya  Benth. é um género botânico pertencente à família Cyperaceae.

## Espécies
- Exocarya montivaga
- Exocarya sclerioides
- Exocarya scleroides